# Krzysztof Najman
Krzysztof Najman (ur. 22 sierpnia 1965 w Łodzi) – polski muzyk, kompozytor i basista.
Karierę rozpoczynał na łódzkiej scenie muzycznej w latach 1985–1992 z lokalnymi zespołami Pała, Pornografia, Charon, Anathema, Blitzkrieg i Jezabel Jazz. W latach 1992–1999 grał w zespole Closterkeller, a w latach 2000–2005 w zespole Virgin wraz z liderem Tomaszem Lubertem, i perkusistą Piotrem Pawłowskim oraz wokalistką Dodą. W latach 2006–2014 ponownie w składzie Closterkeller.
Występował na największych scenach i festiwalach w Polsce. Do najważniejszych należą: Jarocin, Przystanek Woodstock, Sopot, Opole, WOŚP. Uczestniczył w wielu projektach muzycznych i współpracował między innymi z: Agency, Syndia, Hedone, The Renamed, P.A.I.N., Robertem Jansonem, Alicją Bachledą-Curuś, Patrycją Markowską, Tadeuszem Nalepą.

## Życie prywatne
W latach 1992–1999 w związku małżeńskim z Anją Orthodox z zespołu Closterkeller, z którą ma syna Adama Najmana.

## Dyskografia
| Closterkeller - Agnieszka (1993, SPV) - Violet (1993, Izabelin Studio) - Scarlet (1995, Izabelin Studio); Złota Płyta - Cyan (1996, Izabelin Studio) - Koncert ’97 (1997, PolyGram Polska) - Graphite (1999, Metal Mind Productions) - Pastel (2000, Metal Mind Productions) - Aurum (2009, Universal Music Polska) - Act IV DVD (live) (Przystanek Woodstock 2008) (2009, Złoty Melon Sp. z o.o.) - Bordeaux (2011, Universal Music Polska) | Inne - Jezabel Jazz – Jezabel Jazz (1991, TomZo) - Jezabel Jazz – Prąd (1992, SPV) - The Renamed – The Renamed (1994, SPV) - Hedone – Werk (1995, MJM Music) - Pain – Perverse and Industrial Nightmare (2001, Warner Music) - Virgin – Virgin (2002, Universal Music); Złota Płyta - Virgin – Bimbo (2004, Universal Music); Platynowa Płyta - Mech – Mech (2005, Metal Mind Productions) - John Porter Band – Psychodelikatesy (2007, Metal Mind Productions) |